# Pulveroboletus
Pulveroboletus es un género de hongos setas de la familia Boletaceae. El género tiene una distribución cosmopolita e incluye alrededor de 25 especies. Están emparentados con el género Boletus.

## Taxonomía
El género fue descrito por primera vez por el micólogo estadounidense William Alphonso Murrill en 1909. Definió a las especies del género como que tienen una tapa y un tallo "vestidos con un notable tomo en polvo de color amarillo azufre, que pueden ser los restos de un velo universal: contexto blanco, carnoso; tubos adnatos, amarillentos, cubiertos con un velo grande: esporas oblongo-elipsoide, marrón-ocráceo: estípite sólido, anulado, no reticulado". Murrill estableció a Pulveroboletus ravenelii como la especie tipo.

## Especies

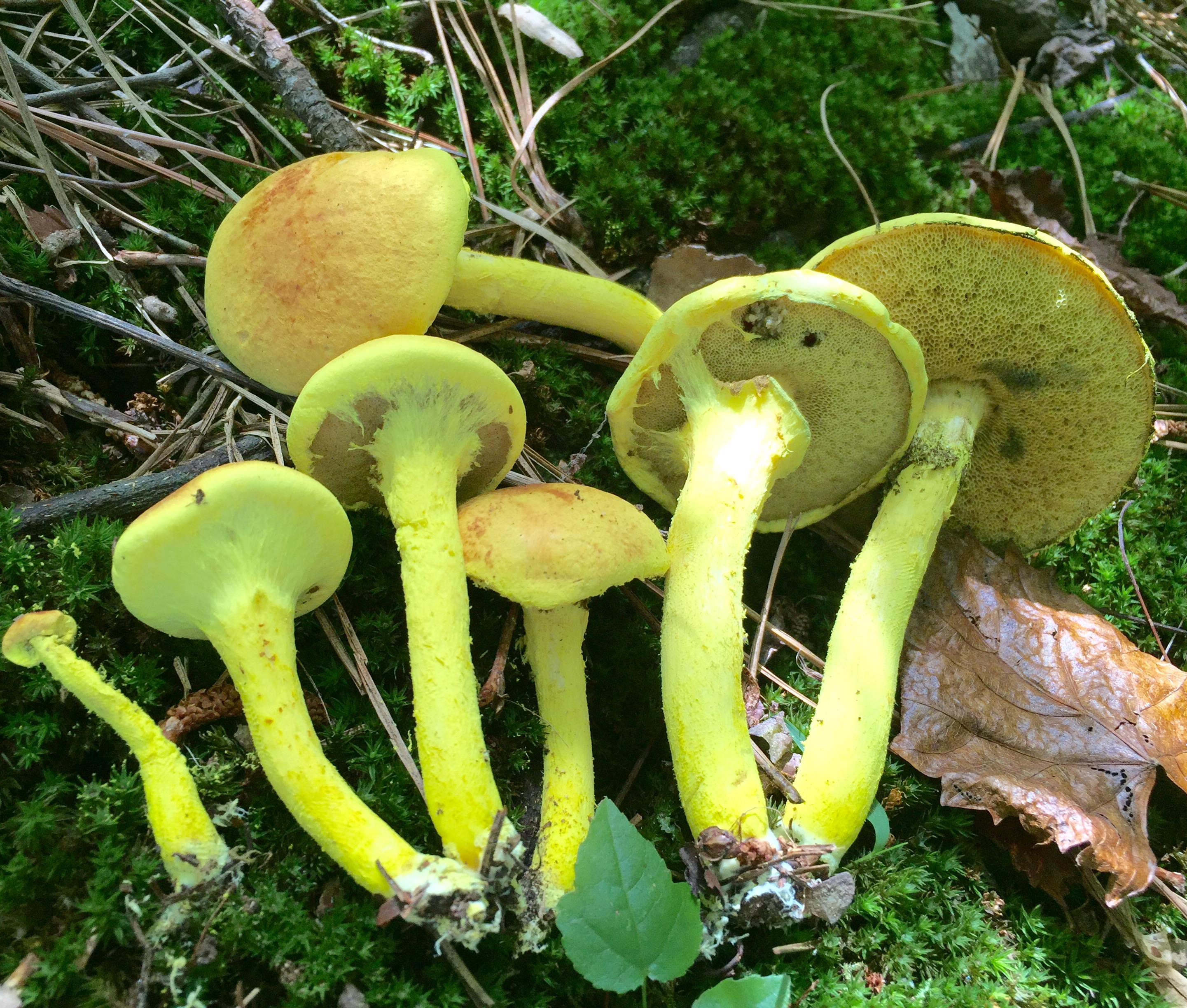
Pulveroboletus ravenelii.

Contiene las siguientes especies:
- Pulveroboletus aberrans
- Pulveroboletus acaulis
- Pulveroboletus annulatus
- Pulveroboletus atkinsonianus
- Pulveroboletus auriflammeus
- Pulveroboletus bembae
- Pulveroboletus brunneoscabrosus
- Pulveroboletus carminiporus
- Pulveroboletus cavipes
- Pulveroboletus croceus
- Pulveroboletus flaviporus
- Pulveroboletus frians
- Pulveroboletus icterinus
- Pulveroboletus luteocarneus
- Pulveroboletus melleoluteus
- Pulveroboletus parvulus
- Pulveroboletus paspali
- Pulveroboletus phaeocephalus
- Pulveroboletus ravenelii
- Pulveroboletus reticulopileus
- Pulveroboletus ridleyi
- Pulveroboletus rolfeanus
- Pulveroboletus rosaemariae
- Pulveroboletus sokponianus
- Pulveroboletus trinitensis
- Pulveroboletus viridis
- Pulveroboletus viridisquamosus
- Pulveroboletus xylophilus